# Vasilisa Prekrasnaja
Vasilisa Prekrasnaja (russisk: Василиса Прекрасная) er en sovjetisk animationsfilm fra 1977 af Vladimir Pekar.

## Medvirkende
- Jevgeny Leonov
- Mikhail Kononov som Ivan
- Anna Kamenkova som Vasilisa
- Anastasia Georgievskaja som Yaga